# Дуброво (Дновский район)
Дуброво — деревня в Дновском районе Псковской области России. Входит в состав Искровской волости Дновского района.
Расположена на западе района, в 8 км к юго-западу от районного центра, города Дно, на реке Полонка.

## Население
| 2001 | 2002 | 2010 |
| ---- | ---- | ---- |
| 32   | ↘28  | ↘17  |

Численность населения деревни составляла на 2000 год — 32 жителя, на 2010 год — 23 человека.

## История
До 2005 года входила в состав ныне упразднённой  Должицкой волости (с центром в д. Искра).